# Gustave Louchet
Gustave Louchet (Boulogne-sur-mer, 1840) fou un pianista i compositor francès.
A París va tenir per professors a Marmontel per al piano, i en Muratet que l'ensenyà l'harmonia, fuga i contrapunt. Primer fixà la residència a Rouen i més tard passà a establir-se a París el 1876.
Va publicar:
- Psaume 145 (solo per a cor amb acompanyament d'orgue;
- Hymne de Noël (cor a quatre veus mixtes), premiat el 1864 en un concurs obert per la ciutat de París;
- Ave Maria (cor a quatre veus d'home);
- O Sacrum convivium (cor a quatre veus mixtes);
- L'Abeille (cor a questre veus d'home);
- Tantum ergo (cor a quatre veus mixtes);
- Hymne a la mer (cor a quatre veus d'home);
- Idylle, O Salutaris, Pensèe fugitive, Pensèes caractéristiques, Andante cantabile, Prélude et fugue, etc., aquestes últimes, obres per a piano.